# Katastrofa lotu Aeroméxico 110
Katastrofa lotu Aeroméxico 110 – wypadek lotniczy, który wydarzył się w Meksyku 8 listopada 1981 roku. Samolot McDonnell Douglas DC-9 linii lotniczych Aeroméxico rozbił się w górach Sierra de Guerrero podczas awaryjnego lądowania. Zginęli wszyscy obecni na pokładzie.

## Samolot
Samolotem, który uległ wypadkowi, był McDonnell Douglas DC-9 meksykańskich linii lotniczych Aeroméxico o numerze rejestracyjnym XA-DEO oraz nazwie Tijuana. Do linii trafił w 1974 roku.

## Przebieg wypadku
Samolot odbywał rozkładowy lot z Acapulco do Guadalajary. Po osiągnięciu wysokości 31 000 stóp kapitan zgłosił kontroli ruchu lotniczego alarm o rozhermetyzowaniu się kabiny oraz poprosił o zezwolenie na zniżanie awaryjne i powrót na lotnisko początkowe. Na wysokości 6000 stóp samolot uderzył w górę w paśmie Sierra de Guerrero, 65 km od miejscowości Zihuatanejo. Zginęło 12 pasażerów oraz 6 członków załogi – wszyscy na pokładzie.

## Przyczyny
Nie udało się ustalić przyczyny dekompresji kadłuba, jednak przyczyną zderzenia z ziemią było nieprzestrzeganie przez załogę podstawowych procedur zniżania awaryjnego oraz zejście poniżej wysokości minimalnej.